# Wéris

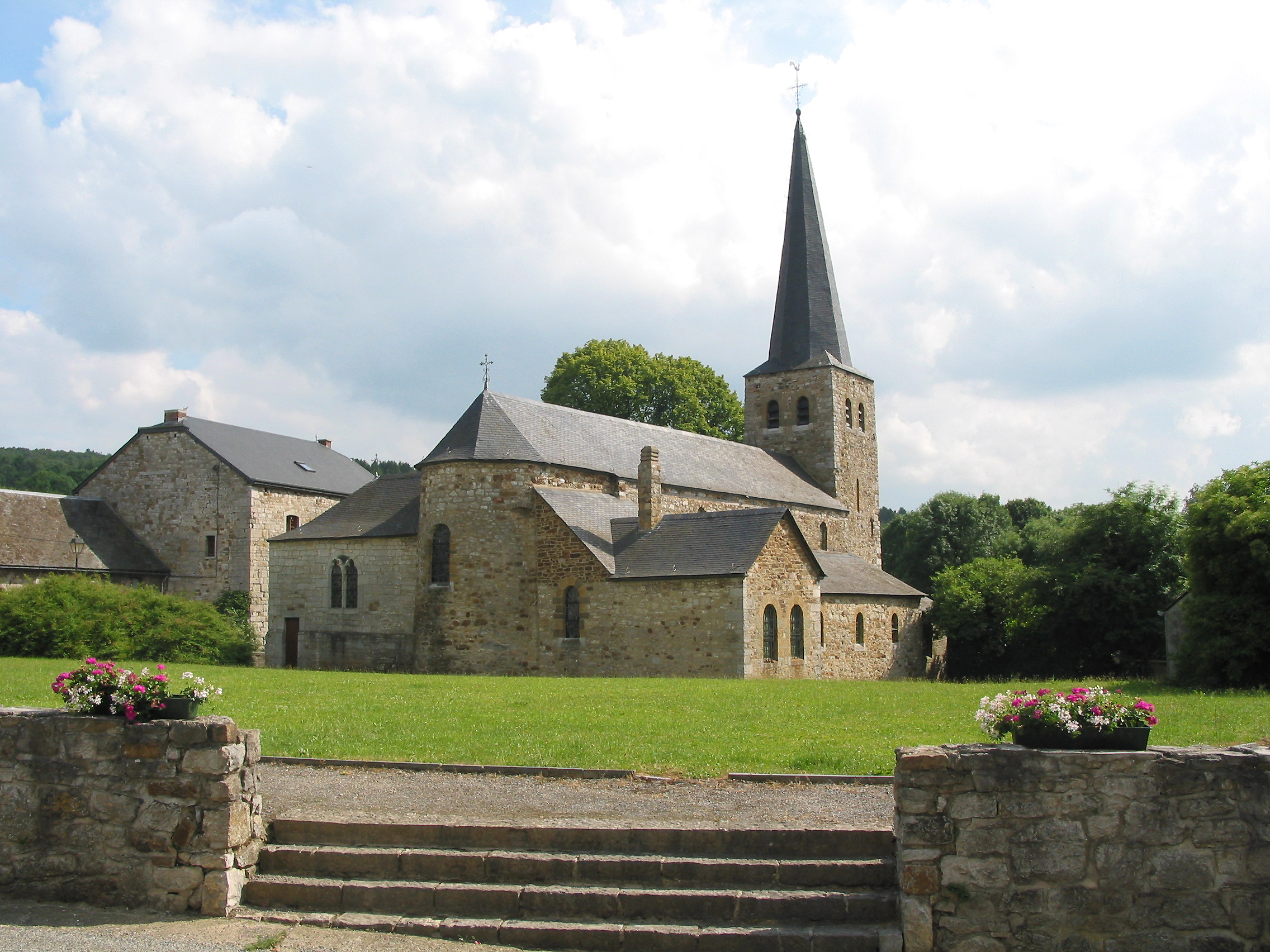
Kirche in Wéris

Wéris ist ein Dorf in der Stadt Durbuy in der belgischen Provinz Luxemburg, Wallonische Region. Der Ort Oppagne gehört zu Wéris. Bis 1977 war Wéris eine eigenständige Gemeinde. 
Wéris ist Mitglied der Organisation Les Plus Beaux Villages de Wallonie.
Bekannt sind die Megalithanlagen bei Wéris.